# Number 1's (vídeo)
#1's é o sexto lançamento em vídeo da artista musical estadunidense Mariah Carey. Uma coleção dos videoclipes de seus singles número um dos Estados Unidos (canções que alcançaram o número um na Billboard Hot 100) até aquele momento, o projeto foi lançado originalmente em formato de VHS em 7 de dezembro de 1999, enquanto o DVD foi lançado em 1 de fevereiro de 2000. Um ano antes disso, Carey havia lançado uma coletânea de grandes sucessos, #1's, que incluiu seus treze singles número um nos EUA até aquele momento. O DVD de mesmo nome é baseado nesse álbum, mas na época de seu lançamento, Carey já tinha marcado um décimo quarto número um dos EUA, "Heartbreaker", de seu último álbum de inéditas, Rainbow. Seu videoclipe e o vídeo de seu remix (como faixa bônus) foram incluídos no DVD. Durante o mês do lançamento do DVD, Carey também ganhou seu décimo quinto single número um "Thank God I Found You".
O DVD não inclui os videoclipes oficiais de "Vision of Love", "Love Takes Time", e "Someday", já que ela admitiu que não gostou de alguns de seus primeiros videoclipes. Eles foram substituídos por performances ao vivo de versões anteriores de DVD/VHS. O vídeo de "I Don't Wanna Cry" apresentado neste lançamento é um corte do diretor, que remove seqüências que foram originalmente transmitidas e que Carey também não gostava.
#1's foi relançado em 2008 como parte de Mariah Carey: DVD Collection, um conjunto de 2 DVDs incluindo também Fantasy: Mariah Carey at Madison Square Garden. O vídeo apresenta uma versão abreviada do original, sem as seções introdutórias por faixa.

## Faixas
| Versão padrão  |                                                                      |         |  |
| N.º            | Título                                                               | Duração |  |
| 1.             | "Programme Start"                                                    |         |  |
| 2.             | "Heartbreaker"                                                       |         |  |
| 3.             | "My All"                                                             |         |  |
| 4.             | "Honey"                                                              |         |  |
| 5.             | "Always Be My Baby"                                                  |         |  |
| 6.             | "One Sweet Day"                                                      |         |  |
| 7.             | "Fantasy"" (com ODB)                                                 |         |  |
| 8.             | "Hero"                                                               |         |  |
| 9.             | "Dreamlover"                                                         |         |  |
| 10.            | "I'll Be There" (com Trey Lorenz)                                    |         |  |
| 11.            | "Emotions"                                                           |         |  |
| 12.            | "I Don't Wanna Cry"                                                  |         |  |
| 13.            | "Someday" (do MTV Unplugged)                                         |         |  |
| 14.            | "Love Takes Time" (de Here Is Mariah Carey)                          |         |  |
| 15.            | "Vision of Love" (de Fantasy: Mariah Carey at Madison Square Garden) |         |  |
| 16.            | "Créditos"                                                           |         |  |
| 17.            | "Heartbreaker" (Remix com Da Brat e Missy Elliott) (DVD Bônus)       |         |  |
| Duração total: | Duração total:                                                       | 75:00   |  |

## Desempenho nas tabelas musicais

### Gráficos semanais
| Chart                                       | Maior posição |
| ------------------------------------------- | ------------- |
| Estados Unidos (Billboard Top Music Videos) | 15            |

### Vendas e certificações
| Região                                                                                             | Certificação | Vendas   |
| -------------------------------------------------------------------------------------------------- | ------------ | -------- |
| Estados Unidos (RIAA)                                                                              | Platina      | 100,000^ |
| França (SNEP)                                                                                      | Platina      | 20,000*  |
| *números de vendas baseados somente na certificação ^distribuições baseadas apenas na certificação |              |          |